# ایرلاک آلفا
ایرلاک آلفا (نام قبلی: پورتال سای‌فای) یک وب‌سایت خبری در زمینه سرگرمی است که بر روی سریال‌ها و فیلم‌های علمی تخیلی، فانتزی و کمیک بوکی تمرکز دارد.

## تاریخچه
بعد از همکاری مایکل هینمن و گرگ بوبل،این سایت در ۱۳ آگوست ۱۹۹۸ با نام "Syfyman's World" آغاز به کار کرد و بعداً به "SyFy World" تغییر نام یافت. در سال ۲۰۰۰، SyFy World به بخشی از Trek Nation، شبکه اصلی TrekToday تبدیل شد. در سال ۲۰۰۱، این سایت با وب سایت Star Trek Portal ادغام شد و با نام "SyFy Portal" دوباره راه اندازی شد.